# مفتي عام السعودية
مفتي عام المملكة العربية السعودية هو أرفع منصب ديني وقضائي في المملكة العربية السعودية. يُعين بأمر ملكي يصدر من خادم الحرمين الشريفين، ويرأس هيئة كبار العلماء واللجنة الدائمة للبحوث العلمية والإفتاء.

## تاريخ المنصب
أنشئ منصب مفتي عام المملكة العربية السعودية بموجب مرسوم أصدره الملك عبد العزيز آل سعود عام 1372هـ - 1953م، عُين بموجبه الشيخ محمد بن إبراهيم آل الشيخ مفتيًا عامًا للمملكة. ومنذ ذلك الحين، يشغل هذا المنصب في العادة أحد أسرة آل الشيخ [بحاجة لمصدر] (ذرية الشيخ محمد بن عبد الوهاب) ، ولم تنكسر هذه القاعدة إلا عندما عُين الشيخ عبد العزيز بن عبد الله بن باز في هذا المنصب سنة 1414هـ - 1993م.
ظل المنصب شاغرًا في الفترة بين عامي 1389هـ - 1969م / 1413هـ - 1994م، بعد أن ألغاه الملك فيصل وأحل محله وزارة العدل، وعاد المنصب في عهد الملك فهد، الذي عين الشيخ عبد العزيز بن عبد الله بن باز مفتيًا عامًا للمملكة سنة 1413هـ - 1994م.

## المفتي الحالي
يشغل منصب مفتي عام المملكة العربية السعودية حاليًا الشيخ عبد العزيز بن عبد الله آل الشيخ، الذي عينه الملك فهد سنة 1420هـ - 1999م، عقب وفاة الشيخ ابن باز.

## قائمة شاغلي المنصب منذ إنشائه
- الشيخ محمد بن إبراهيم آل الشيخ (1374هـ ـ 1389هـ = 1953م ـ 1969م).
- خلو المنصب 1389هـ ـ 1413هـ = 1969م ـ 1992م.
- الشيخ عبد العزيز بن عبد الله بن باز (1413هـ ـ 1420 هـ = 1992م ـ 1999م)
- الشيخ عبد العزيز بن عبد الله آل الشيخ (1420هـ إلى اليوم = 1999م إلى اليوم).